# Derambila syllaria
Derambila syllaria är en fjärilsart som beskrevs av Swinhoe 1904. Derambila syllaria ingår i släktet Derambila och familjen mätare. Inga underarter finns listade i Catalogue of Life.